# The Skydivers
The Skydivers is een Amerikaanse film uit 1963, geregisseerd door Coleman Francis. De hoofdrollen werden vertolkt door Kevin Casey, Eric Tomlin, Anthony Cardoza, en Marcia Knight.

## Verhaal
Op een klein vliegveldje in een stoffig stadje runnen Harry en Beth een parachutistenschool. Harry wordt echter lastiggevallen door zijn ex-viending Suzy. Ze spant samen met de ontslagen monteur Frankie om gepast wraak te nemen op Harry. Ondertussen bedrieg Beth Harry met diens oude vriend uit het leger.

## Rolverdeling
| Acteur          | Personage            | Opmerkingen      |
| --------------- | -------------------- | ---------------- |
| Kevin Casey     | Beth Rowe            |                  |
| Eric Tomlin     | Joe Moss             |                  |
| Anthony Cardoza | Harry Rowe           | als Tony Cardoza |
| Marcia Knight   | Suzy Belmont         |                  |
| Bob Carrano     | Bob                  |                  |
| Michael Rae     | Red                  |                  |
| Jerry Mann      | Bernie               |                  |
| Keith Walton    | Jim the photographer |                  |
| Paul Francis    | Peter                |                  |
| Titus Moede     | Frankie Bonner       |                  |

## Achtergrond
The Skydivers werd al vanaf het begin slecht ontvangen door het publiek. Op een gegeven moment stond de film zelfs onderaan de Internet Movie Database’s lijst van slechtste films.
Na lange tijd te zijn vergeten kreeg de film een nieuw leven toen hij werd gebruikt voor een aflevering van de cultserie Mystery Science Theater 3000. Een vaste bron van grappen was dat veel dialogen in de film draaien om koffie.